# Duck Butter
Duck Butter è un film del 2018 diretto da Miguel Arteta, con protagoniste Alia Shawkat e Laia Costa.

## Trama
Naima e Sergio si conoscono in un gay club, e decidono, dopo una notte di passione, di conoscersi meglio passando insieme 24 ore, e facendo sesso ad ogni ora.
Tuttavia dopo più di un giorno insieme, Naima a malincuore, si apre con Sergio dicendole di non sopportarla più e ponendo fine alla loro breve relazione.